# Cláudio Barulho
Cláudio Custódio dos Santos (Pelotas, 24 de novembro de 1942 – Porto Alegre, 30 de abril de 2024), mais conhecido como Cláudio Barulho, foi um Intérprete de samba-enredo e de samba de raiz brasileiro, radicado no Carnaval de Porto Alegre.

## Carreira
Começou em 1961, como baterista amador e percussionista na extinta orquestra do mestre Valdemarino, depois de dez anos como tarol-mestre na Banda Militar do Exército. Mais tarde, nas apresentações pelas casas noturnas, aproveitava os intervalos dos cantores profissionais para dar o seu recado.Se apresentou em diversas casas de espetáculo - Bar Batelão (do Lupicinio Rodrigues), Carinhoso, Clube da Saudade, Encouraçado Botequim, Corujão, Casarão do Samba, Sandália de Prata, entre outros.
Num período de 30 anos de avenida, passou por diversas escolas de samba de Porto Alegre. Em sua passagem pela Estado Maior da Restinga, conquistou um bicampeonato do carnaval em 1991 e 1992..
Em 1997, a Rádio Gaúcha criou uma escola de samba para comemorar os seus 70 anos no carnaval e Cláudio Barulho foi o intérprete. Gravou dois Cds, "Sou do Samba" e "Cantar Samba é", fazendo registro de sua trajetória. Atualmente, Cláudio Barulho continua se apresentando cantando sambas de raiz pelos bares de Porto Alegre.
Morreu em Porto Alegre, no dia 30 de abril de 2024, aos 81 anos, vítima de um atropelamento.